# Hanford, Dorset
Hanford är en by och en civil parish  i Storbritannien. Den ligger i grevskapet Dorset och riksdelen England, i den södra delen av landet, 160 km väster om huvudstaden London. Orten har 154 invånare (2001). Byn nämndes i Domedagsboken (Domesday Book) år 1086, och kallades då Hanford.
Kustklimat råder i trakten. Årsmedeltemperaturen i trakten är 9 °C. Den varmaste månaden är augusti, då medeltemperaturen är 16 °C, och den kallaste är november, med 5 °C.